# Вулиця Юрія Олефіренка
Вулиця Юрія Олефіренка — вулиця в місті Кропивницькому.
Пролягає від вулиці Чміленка до Чигиринської вулиці. Вулицю перетинає Київська вулиця, прилягають вулиці Івана Похитонова, Театральна, Молодіжна, Євгена Чикаленка, Училищний провулок.
До 31 березня 2015 року носила назву вулиця Фрунзе.

## Джерело
- Матівос Ю. М. Вулицями рідного міста, Кіровоград: ТОВ «Імекс-ЛТД», стор. 20-21